# Alcathoe daturae
Alcathoe daturae is een vlinder uit de familie van de wespvlinders (Sesiidae). De wetenschappelijke naam van de soort is voor het eerst geldig gepubliceerd in 1920 door Busck.